# Bulldog anglais
 (janvier 2020).
Si vous disposez d'ouvrages ou d'articles de référence ou si vous connaissez des sites web de qualité traitant du thème abordé ici, merci de compléter l'article en donnant les références utiles à sa vérifiabilité et en les liant à la section « Notes et références ».
Cet article concerne le bulldog anglais communément appelé bulldog. Pour les autres chiens ou autres sens du nom, voir bulldog.
Le bouledogue ou bulldog anglais est une race de chien du type molosse. Le bulldog anglais (littéralement, en anglais, « chien-taureau ») est un chien trouvant naturellement son origine en Grande-Bretagne. Son apparition a été favorisée par le développement d'un sport apparu au XIIIe siècle : le combat entre chien et taureau désigné en anglais comme bullbaiting.

## Histoire
À la suite de l'interdiction du bullbaiting, en 1835, le bulldog anglais disparait quasiment, jusqu’à ce que des passionnés de cette race tels que Bill George (en) se mobilisent pour la sauver.
Celle-ci est remaniée de façon à produire un chien équilibré dans son caractère et son comportement. Ainsi le redouté combattant des arènes qui défiait les taureaux devient un chien peu agressif, un animal de compagnie réputé au contraire pour son tempérament peu actif.

## Aspect

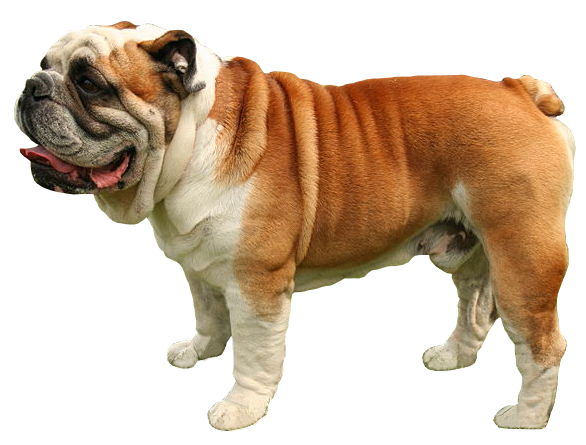
Bouledogue anglais.

Le bulldog anglais est l'un des emblèmes les plus fameux du Royaume-Uni.
Les babines pendantes sont constitutives du principal trait physique de cette race.
Trapu, court sur pattes avec un poitrail imposant, le bulldog anglais inspire au premier coup d'œil force et robustesse.
Son poil est court et fin. Sa tête est massive et la truffe est écrasée, le sommet renfoncé vers les yeux. Son museau est retroussé. Le bulldog anglais se caractérise aussi par une mâchoire prognathique, les dents du bas dépassant celles du haut. Les oreilles sont en général petites, hautes sur tête et tombantes.
Cet animal est capable de grandes accélérations à la course ; il est très peu endurant.
Chien à poil lisse, trapu, plutôt près de terre, large, puissant, compact, sa tête est assez forte comparée à la taille du chien. Sa face est courte, le museau est large, tronqué et incliné vers le haut. Le corps est court, bien soudé sans tendance à l'obésité. Les membres sont forts, bien musclés, athlétiques. L’arrière-main est haut et fort, un peu plus léger en comparaison de l’avant, bâti en force.
La femelle n’est pas aussi impressionnante ni aussi développée que le mâle.

## Tempérament
Les bulldogs sont de nature plutôt calme. Ils aiment jouer et n'ont pas beaucoup d'endurance. Ils sont très sociables et demandent beaucoup d'affection. Ils sont très loyaux envers leur maître et s'attachent très vite.
Ils n'apprécient pas les fortes chaleurs.
Au Canada, le bulldog anglais est la 10e race de chien la plus populaire entre 2015 et 2020, selon le Club canin canadien. 

## Santé
La race est si sujette aux problèmes de santé que des voix s’élèvent contre des excès de sélection ayant mené à des standards délétères.
Sa résistance à l'effort et aux fortes chaleurs est limitée. En effet, du fait de leur museau aplati, ils ont du mal à respirer et sont donc peu endurants.
Le bulldog anglais peut avoir des problèmes de dos. C'est aussi une race propice à l'hypoplasie de la trachée. Les bulldogs ont parfois un syndrome brachycéphale, un voile du palais trop long et une sténose des narines, ce qui nécessite une chirurgie corrective.
Outre certaines difficultés d'accouplement, la mise-bas pose fréquemment problème en raison de la conformation particulière des chiots (large boîte crânienne) et de l'étroitesse de la filière pelvienne de la mère. La césarienne, indispensable pour la survie des chiots et de la mère, est ainsi réalisée dans 80 % des cas,. Après la naissance, la mère peut parfois, sans le vouloir, écraser ses petits en se couchant.
De par sa génétique, le bouledogue rencontre souvent des difficultés articulaires, des calculs rénaux et des problèmes de peau,.
L'entretien se résume à un brossage régulier et à un nettoyage quotidien des oreilles et des plis de la face.

### Conséquences légales
Début 2022, le tribunal d'Oslo (Norvège) donne raison à la Société protectrice des animaux norvégienne et interdit l’élevage sur le territoire de bouledogues anglais en raison des caractéristiques génétiques défavorables à leur bonne santé, car, du fait de la consanguinité de la race, cette pratique leur inflige de nombreuses maladies héréditaires et des souffrances incompatibles avec la loi sur la protection animale,.

## Dans la culture populaire
Il a souvent été utilisé comme personnage de dessin animé :
dans Astérix chez les Bretons, Idéfix se retrouve confronté à un bouledogue dans la maison du voleur de charrette.
- Hector le bouledogue et Spike le bouledogue dans Titi et Grosminet et d'autres dessins animés de Looney Tunes
- Luiz dans Rio
- Spike, dans Tom et Jerry
- Ruben dans La Pat' Patrouille

Le logo de la fabrique de camions américains Mack Trucks utilise comme emblème le bulldog anglais. Sur certaines calandres, apparaît la sculpture argenté d'un bulldog.
Un bulldog du nom de Churchill apparaît comme personnage du film Le Dragon des Mers.